# Список эпизодов телесериала «Парки и зоны отдыха»
Список серий американского телесериала «Парки и зоны отдыха», снятого в стиле мокьюментари, рассказывающего о жизни сотрудников департамента парков и зон отдыха города Пауни, штат Индиана.
Заместитель начальника департамента парков и зон отдыха Лесли Ноуп узнает о яме, вырытой под фундамент обанкротившимся застройщиком, и решает, что её нужно засыпать и разбить на этом месте прекрасный парк. Но чтобы превратить яму в парк, ей придется сначала справиться с бюрократией, другими застройщиками и нежеланием местных жителей что-то менять.

## Обзор сезонов
| Сезон | Сезон      | Эпизоды    | Оригинальная дата показа | Оригинальная дата показа | Рейтинг Нильсена | Рейтинг Нильсена   |
| Сезон | Сезон      | Эпизоды    | Премьера сезона          | Финал сезона             | Ранк             | Зрители (миллионы) |
| ----- | ---------- | ---------- | ------------------------ | ------------------------ | ---------------- | ------------------ |
|       | 1          | 6          | 9 апреля 2009            | 14 мая 2009              | 96               | 6,00               |
|       | 2          | 24         | 17 сентября 2009         | 20 мая 2010              | 108              | 4,60               |
|       | 3          | 16         | 20 января 2011           | 19 мая 2011              | 116              | 5,10               |
|       | 4          | 22         | 22 сентября 2011         | 10 мая 2012              | 134              | 4,40               |
|       | 5          | 22         | 20 сентября 2012         | 2 мая 2013               | 111              | 4,06               |
|       | 6          | 22         | 26 сентября 2013         | 24 апреля 2014           | 115              | 3,76               |
|       | 7          | 13         | 13 января 2015           | 24 февраля 2015          | 119              | 4,57               |
|       | Спецвыпуск | Спецвыпуск | 30 апреля 2020           | 30 апреля 2020           | н/д              | 3.64               |

## Список серий

### Сезон 1 (2009)
| № общий | № в сезоне | Название                      | Режиссёр            | Автор сценария           | Дата премьеры  | Зрители в США (млн) |
| --- | ---------- | ----------------------------- | ------------------- | ------------------------ | -------------- | ------------------- |
| 1 | 1          | «Pilot» «Пилот»               | Грэг Дэниелс        | Грэг Дэниелс и Майкл Шур | 9 апреля 2009  | 6,77                |
| Работнику штата Индиана Лесли Ноуп дают задание превратить заброшенную карьерную яму в общественный парк. После съёмок документального фильма Лесли рассказывает о своих неудачах и попытках превратить задание в реальность.                                                     |            |                               |                     |                          |                |                     |
| 2 | 2          | «Canvassing» «Опрос»          | Сет Гордон          | Рэйчел Экслер            | 16 апреля 2009 | 5,92                |
| Лесли решает, что ей и её комитету необходимо получить финансовую поддержку для проекта парка, а также для предстоящей встречи в мэрии; всё идёт не так, как планировалось. Тем временем Том уходит из группы агитации и использует свою собственную креативную тактику агитации. |            |                               |                     |                          |                |                     |
| 3 | 3          | «The Reporter» «Репортёр»     | Джеффри Блиц        | Дэниел Джей Гур          | 23 апреля 2009 | 5,24                |
| Лесли нанимает репортёра, чтобы сделать выпуск о своём проекте парка, но её комитет переживает не лучшие времена. Затем она организует Марка помогать ей с репортажем, однако он больше вредит, чем помогает. Тем временем Том делает всё возможное, чтобы подлизаться к боссу.   |            |                               |                     |                          |                |                     |
| 4 | 4          | «Boys' Club» «Клуб мальчиков» | Майкл МакКаллерс    | Алан Янг                 | 30 апреля 2009 | 5,29                |
| Лесли пытается проникнуть в политический «Клуб мальчиков», тем самым вызывая этическую дилемму. Тем временем Энди планирует сюрприз для Энн. |            |                               |                     |                          |                |                     |
| 5 | 5          | «The Banquet» «Банкет»        | Бэт МакКарти-Миллер | Такер Коули              | 7 мая 2009     | 4,64                |
| Во время банкета, посвященного государственной службе матери, Лесли пытается убедить местного представителя по зонированию поддержать предложенный ею проект парка. Тем временем Марк и Том пытаются встретиться с дамами.                                                        |            |                               |                     |                          |                |                     |
| 6 | 6          | «Rock Show» «Рок шоу»         | Майкл Шур           | Норм Хискок              | 14 мая 2009    | 4,25                |
| Лесли посещает то, что, по её мнению, является деловой встречей с пожилым жителем местного правительства, не подозревая, что её мать тайно отправила её на свидание вслепую. Энди играет свой первый концерт, после того, как сломал обе ноги в яме.                              |            |                               |                     |                          |                |                     |

### Сезон 2 (2009-10)
| № общий | № в сезоне | Название                                      | Режиссёр         | Автор сценария  | Дата премьеры    | Зрители в США (млн) |
| ------- | ---------- | --------------------------------------------- | ---------------- | --------------- | ---------------- | ------------------- |
| 7       | 1          | «Pawnee Zoo» «Зоопарк Пауни»                  | Пол Фиг          | Норм Хискок     | 17 сентября 2009 | 5,00                |
| 8       | 2          | «The Stakeout» «Надзор»                       | Сет Гордон       | Рэйчел Экслер   | 24 сентября 2009 | 4,22                |
| 9       | 3          | «Beauty Pageant» «Конкурс красоты»            | Джейсон Уолинер  | Кэти Дипполд    | 1 октября 2009   | 4,63                |
| 10      | 4          | «Practice Date» «Пробное свидание»            | Алекс Хардкасл   | Харрис Уиттелс  | 8 октября 2009   | 4,97                |
| 11      | 5          | «Sister City» «Город-побратим»                | Майкл Шур        | Алан Янг        | 15 октября 2009  | 4,69                |
| 12      | 6          | «Kaboom» «Большой бум»                        | Чарльз Макдугалл | Айиша Мухаррар  | 22 октября 2009  | 4,98                |
| 13      | 7          | «Greg Pikitis» «Грэг Пикайтис»                | Дин Холланд      | Майкл Шур       | 29 октября 2009  | 4,96                |
| 14      | 8          | «Ron and Tammy» «Рон и Тэмми»                 | Трой Миллер      | Майк Скалли     | 5 ноября 2009    | 4,94                |
| 15      | 9          | «The Camel» «Верблюд»                         | Миллисент Шелтон | Рэйчел Экслер   | 12 ноября 2009   | 4,67                |
| 16      | 10         | «Hunting Trip» «Охотничья поездка»            | Грэг Дэниелс     | Дэниел Джей Гур | 19 ноября 2009   | 4,61                |
| 17      | 11         | «Tom's Divorce» «Развод Тома»                 | Трой Миллер      | Харрис Уиттелс  | 3 декабря 2009   | 4,83                |
| 18      | 12         | «Christmas Scandal» «Рожденственский скандал» | Рэндалл Инхорн   | Майкл Шур       | 10 декабря 2009  | 5,62                |
| 19      | 13         | «The Set Up» «Свод»                           | Трой Миллер      | Кэти Дипполд    | 14 января 2010   | 4,59                |
| 20      | 14         | «Leslie's House» «Дом Лесли»                  | Алекс Хардкасл   | Дэниел Джей Гур | 21 января 2010   | 4,35                |
| 21      | 15         | «Sweetums» «Sweetums»                         | Дин Холланд      | Алан Янг        | 4 февраля 2010   | 4,87                |
| 22      | 16         | «Galentine's Day» «День Гелентина»            | Кен Куопис       | Майкл Шур       | 11 февраля 2010  | 4,98                |
| 23      | 17         | «Woman of the Year» «Женщина года»            | Джейсон Уоллер   | Норм Хискок     | 4 марта 2010     | 4,64                |
| 24      | 18         | «The Possum» «Опоссум»                        | Тристрам Шэперо  | Майк Скалли     | 11 марта 2010    | 4,61                |
| 25      | 19         | «Park Safety» «Безопасность в парках»         | Майкл Трим       | Айиша Мухаррар  | 18 марта 2010    | 4,70                |
| 26      | 20         | «Summer Catalog» «Летний каталог»             | Кен Уиттингэм    | Кэти Дипполд    | 25 марта 2010    | 4,47                |
| 27      | 21         | «94 Meetings» «94 встречи»                    | Тристрам Шэперо  | Харрис Уиллелс  | 29 апреля 2010   | 4,03                |
| 28      | 22         | «Telethon» «Телемарафон»                      | Трой Миллер      | Эми Пулер       | 6 мая 2010       | 4,03                |
| 29      | 23         | «The Master Plan» «Совершенный план»          | Дин Холланд      | Майкл Шур       | 13 мая 2010      | 4,28                |
| 30      | 24         | «Freddy Spaghetti» «Фредди Спагетти»          | Джейсон Уолинер  | Дэниел Джей Гур | 20 мая 2010      | 4,55                |

### Сезон 3 (2011)
| № общий | № в сезоне | Название                                                | Режиссёр         | Автор сценария          | Дата премьеры   | Зрители в США (млн) |
| ------- | ---------- | ------------------------------------------------------- | ---------------- | ----------------------- | --------------- | ------------------- |
| 31      | 1          | «Go Big or Go Home» «Пан или пропал»                    | Дин Холланд      | Алан Янг                | 20 января 2011  | 6,14                |
| 32      | 2          | «Flu Season» «Эпидемия гриппа»                          | Венди Станцлер   | Норм Хискок             | 27 января 2011  | 5,83                |
| 33      | 3          | «Time Capsule» «Временная капсула»                      | Майкл Шур        | Майкл Шур               | 3 февраля 2011  | 4,95                |
| 34      | 4          | «Ron & Tammy: Part Two» «Рон и Тэмми: Часть Два»        | Такер Гейтс      | Эмили Капнек            | 10 февраля 2011 | 5,03                |
| 35      | 5          | «Media Blitz» «Медиа-Блиц»                              | Дэвид Роджерс    | Харрис Уиттелс          | 17 февраля 2011 | 4,33                |
| 36      | 6          | «Indianapolis» «Индианаполис»                           | Рэндалл Инхорн   | Кэти Дипполд            | 24 февраля 2011 | 4,59                |
| 37      | 7          | «Harvest Festival» «Фестиваль сбора урожая»             | Дин Холланд      | Дэн Гур                 | 17 марта 2011   | 4,08                |
| 38      | 8          | «Camping» «Кэмпинг»                                     | Роб Шрэб         | Айиша Мухаррар          | 24 марта 2011   | 5,15                |
| 39      | 9          | «Andy and April's Fancy Party» «Маскарад Энди и Эйприл» | Майкл Трим       | Кэти Дипполд            | 14 апреля 2011  | 5,16                |
| 40      | 10         | «Soulmates» «Родственные души»                          | Кен Уиттингэм    | Алан Янг                | 21 апреля 2011  | 4,88                |
| 41      | 11         | «Jerry's Painting» «Картина Джерри»                     | Дин Холланд      | Норм Хискок             | 28 апреля 2011  | 4,71                |
| 42      | 12         | «Eagleton» «Иглтон»                                     | Николь Холофенер | Эмили Спиви             | 5 мая 2011      | 5,06                |
| 43      | 13         | «The Fight» «Ссора»                                     | Рэндалл Инхорн   | Эми Полер               | 12 мая 2011     | 4,55                |
| 44      | 14         | «Road Trip» «Поездка»                                   | Трой Миллер      | Харрис Уиттелс          | 12 мая 2011     | 3,55                |
| 45      | 15         | «The Bubble» «Пузырь»                                   | Мэтт Сон         | Грэг Левин и Брайан Роу | 19 мая 2011     | 4,27                |
| 46      | 16         | «Li'l Sebastian» «Маленький Себастьян»                  | Дин Холланд      | Дэн Гур                 | 19 мая 2011     | 3,72                |

### Сезон 4 (2011-12)
| № общий | № в сезоне | Название                                           | Режиссёр         | Автор сценария            | Дата премьеры    | Зрители в США (млн) |
| ------- | ---------- | -------------------------------------------------- | ---------------- | ------------------------- | ---------------- | ------------------- |
| 47      | 1          | «I'm Leslie Knope» «Я Лесли Ноуп»                  | Трой Миллер      | Дэниел Джей Гур           | 22 сентября 2011 | 4,11                |
| 48      | 2          | «Ron and Tammys» «Рон и Тэмми»                     | Рэндалл Инхорн   | Норм Хискок               | 29 сентября 2011 | 4,33                |
| 49      | 3          | «Born & Raised» «Рожденная и воспитанная»          | Дин Холланд      | Айиша Мухаррар            | 6 октября 2011   | 4,15                |
| 50      | 4          | «Pawnee Rangers» «Рейнджеры Пауни»                 | Чарльз МакДугалл | Алан Янг                  | 13 октября 2011  | 4,00                |
| 51      | 5          | «Meet 'n' Greet» «Встречи и поздравления»          | Венди Станцлер   | Кэти Дипполд              | 27 октября 2011  | 3,87                |
| 52      | 6          | «End of the World» «Конец Света»                   | Дин Холланд      | Майкл Шур                 | 3 ноября 2011    | 4,00                |
| 53      | 7          | «The Treaty» «Договор»                             | Ирма Такконэ     | Харрис Уиттелс            | 10 ноября 2011   | 3,66                |
| 54      | 8          | «Smallest Park» «Самый маленький парк»             | Николь Холофенер | Челси Перетти             | 17 ноября 2011   | 3,68                |
| 55      | 9          | «The Trial of Leslie Knope» «Суд над Лесли Ноуп»   | Дин Холланд      | Дэн Гур и Майкл Шур       | 1 декабря 2011   | 3,69                |
| 56      | 10         | «Citizen Knope» «Гражданка Ноуп»                   | Рэндалл Инхорн   | Дэйв Кинг                 | 8 декабря 2011   | 3,64                |
| 57      | 11         | «The Comeback Kid» «Вернувшийся ребенок»           | Такер Гейтс      | Майк Скалли               | 12 января 2012   | 4,09                |
| 58      | 12         | «Campaign Ad» «Рекламная кампания»                 | Дин Холланд      | Алан Янг                  | 19 января 2012   | 4,25                |
| 59      | 13         | «Bowling for Votes» «Боулинг за голоса»            | Майкл Трим       | Кэти Дипполд              | 26 января 2012   | 3,49                |
| 60      | 14         | «Operation Ann» «Операция Энн»                     | Морган Сэкетт    | Айиша Мухаррар            | 2 февраля 2012   | 3,60                |
| 61      | 15         | «Dave Returns» «Дэйв возвращается»                 | Роберт Б. Уайд   | Гаррис Уиттелс            | 16 февраля 2012  | 3,45                |
| 62      | 16         | «Sweet Sixteen» «Прекрасные шестнадцать лет»       | Майкл Шур        | Норм Хискок               | 23 февраля 2012  | 5,02                |
| 63      | 17         | «Campaign Shake-Up» «Встряска в кампании»          | Дэн Гур          | Дэн Гур                   | 1 марта 2012     | 3,77                |
| 64      | 18         | «Lucky» «Счастливчики»                             | Трой Миллер      | Ник Офферман              | 8 марта 2012     | 3,66                |
| 65      | 19         | «Live Ammo» «Живые патроны»                        | Тристрам Шапиро  | Дэйв Кинг и Челси Перетти | 19 апреля 2012   | 3,46                |
| 66      | 20         | «The Debate» «Дебаты»                              | Эми Полер        | Эми Полер                 | 26 апреля 2012   | 3,17                |
| 67      | 21         | «Bus Tour» «Автобусная экскурсия»                  | Дин Холланд      | Айиша Мухаррар и Алан Янг | 3 мая 2012       | 3,26                |
| 68      | 22         | «Win, Lose, or Draw» «Победа, поражение или ничья» | Майкл Шур        | Майкл Шур                 | 10 мая 2012      | 3,42                |

### Сезон 5 (2012-13)
| № общий | № в сезоне | Название                                                         | Режиссёр          | Автор сценария               | Дата премьеры    | Зрители в США (млн) |
| ------- | ---------- | ---------------------------------------------------------------- | ----------------- | ---------------------------- | ---------------- | ------------------- |
| 69      | 1          | «Ms. Knope Goes to Washington» «Миссис Ноуп едет в Вашингтон»    | Дин Холланд       | Айиша Мухаррар               | 20 сентября 2012 | 3,50                |
| 70      | 2          | «Soda Tax» «Налог на газировку»                                  | Кайл Новачек      | Норм Хискок                  | 27 сентября 2012 | 3,27                |
| 71      | 3          | «How a Bill Becomes a Law» «Как законопроект становится законом» | Кен Уиттингэм     | Дэн Гур                      | 4 октября 2012   | 3,53                |
| 72      | 4          | «Sex Education» «Сексуальное образование»                        | Крейг Зиск        | Алан Янг                     | 18 октября 2012  | 3,46                |
| 73      | 5          | «Halloween Surprise» «Сюрприз на Хэллоуин»                       | Дин Холланд       | Майкл Шур                    | 25 октября 2012  | 3,34                |
| 74      | 6          | «Ben's Parents» «Родители Бена»                                  | Дин Холланд       | Грег Левайн                  | 8 ноября 2012    | 3,46                |
| 75      | 7          | «Leslie vs. April» «Лесли против Эйприл»                         | Венди Станцлер    | Харрис Уиттлс                | 15 ноября 2012   | 3,52                |
| 76      | 8          | «Pawnee Commons» «Общественный Пауни»                            | Морган Сэкетт     | Александра Рашфилд           | 29 ноября 2012   | 2,99                |
| 77      | 9          | «Ron and Diane» «Рон и Диана»                                    | Дэн Гур           | Меган Амрам и Айиша Мухаррар | 6 декабря 2012   | 3,27                |
| 78      | 10         | «Two Parties» «Две вечеринки»                                    | Дин Холланд       | Дэйв Кинг                    | 17 января 2013   | 3,92                |
| 79      | 11         | «Women in Garbage» «Женщины в мусоре»                            | Норм Хискок       | Харрис Уиттлс                | 24 января 2013   | 3,94                |
| 80      | 12         | «Ann's Decision» «Решение Энн»                                   | Кен Уиттингэм     | Нейт ДиМео                   | 7 февраля 2013   | 3,76                |
| 81      | 13         | «Emergency Response» «Экстренное реагирование»                   | Дин Холланд       | Норм Хискок и Джо Манд       | 14 февраля 2013  | 3,18                |
| 82      | 14         | «Leslie and Ben» «Лесли и Бен»                                   | Крейг Зиск        | Майкл Шур и Алан Янг         | 21 февраля 2013  | 3,07                |
| 83      | 15         | «Correspondents' Lunch» «Корреспондентский обед»                 | Ник Офферман      | Александра Рашфилд           | 21 февраля 2013  | 2,95                |
| 84      | 16         | «Bailout» «Спасение»                                             | Крейг Зиск        | Джо Манд                     | 14 марта 2013    | 3,00                |
| 85      | 17         | «Partridge» «Партридж»                                           | Тристрам Шапиро   | Дэйв Кинг                    | 4 апреля 2013    | 2,93                |
| 86      | 18         | «Animal Control» «Контроль над животными»                        | Крейг Зиск        | Меган Амрам                  | 11 апреля 2013   | 3,15                |
| 87      | 19         | «Article Two» «Вторая статья»                                    | Эми Полер         | Мэтт Мюррей                  | 18 апреля 2013   | 3,35                |
| 88      | 20         | «Jerry's Retirement» «Пенсия Джерри»                             | Николь Холофсенер | Норм Хискок и Айиша Мухаррар | 18 апреля 2013   | 3,34                |
| 89      | 21         | «Swing Vote» «Решающий голос»                                    | Алан Янг          | Джо Манд и Алан Янг          | 25 апреля 2013   | 2,59                |
| 90      | 22         | «Are You Better Off?» «Вам теперь лучше?»                        | Дин Холланд       | Майкл Шур                    | 2 мая 2013       | 2,99                |

### Сезон 6 (2013-14)
| № общий | № в сезоне | Название                                                          | Режиссёр            | Автор сценария              | Дата премьеры    | Зрители в США (млн) |
| ------- | ---------- | ----------------------------------------------------------------- | ------------------- | --------------------------- | ---------------- | ------------------- |
| 9192    | 12         | «London» «Лондон»                                                 | Дин Холланд         | Майкл Шур                   | 26 сентября 2013 | 3,27                |
| 93      | 3          | «The Pawnee-Eagleton Tip Off Classic» «Соревнование Пауни-Иглтон» | Николь Холофенер    | Алан Янг                    | 3 октября 2013   | 3,14                |
| 94      | 4          | «Doppelgängers» «Двойники»                                        | Джей Карас          | Доник Кэри                  | 10 октября 2013  | 3,23                |
| 95      | 5          | «Gin It Up!» «Вперёд!»                                            | Хорма Такконе       | Мэтт Мюррей                 | 17 октября 2013  | 3,27                |
| 96      | 6          | «Filibuster» «Обструкционизм»                                     | Морган Сэкетт       | Харрис Уиттлс               | 14 ноября 2013   | 3,03                |
| 97      | 7          | «Recall Vote» «Голосование об отставке»                           | Венди Станцлер      | Айиша Мухаррар              | 14 ноября 2013   | 3,03                |
| 98      | 8          | «Fluoride» «Фтор»                                                 | Майкл Трим          | Мэтт Хаббард                | 21 ноября 2013   | 2,81                |
| 99      | 9          | «The Cones of Dunshire» «Конусы Даншира»                          | Джули Энн Робинсон  | Дэйв Кинг                   | 21 ноября 2013   | 2,81                |
| 100     | 10         | «Second Chunce» «Второй шанс»                                     | Дин Холланд         | Эми Полер и Майкл Шур       | 9 января 2014    | 3,43                |
| 101     | 11         | «New Beginnings» «Новые начинания»                                | Алан Янг            | Сэм Минс                    | 16 января 2014   | 3,05                |
| 102     | 12         | «Farmers Market» «Фермерский рынок»                               | Адам Скотт          | Джо Манд                    | 23 января 2014   | 2,98                |
| 103     | 13         | «Ann and Chris» «Энн и Крис»                                      | Дин Холланд         | Айиша Мухаррар и Майкл Шур  | 30 января 2014   | 3,03                |
| 104     | 14         | «Anniversaries» «Юбилеи»                                          | Морган Сэкетт       | Меган Амрам                 | 27 февраля 2014  | 2,52                |
| 105     | 15         | «The Wall» «Стена»                                                | Кен Уиттингэм       | Джен Статски                | 6 марта 2014     | 2,95                |
| 106     | 16         | «New Slogan» «Новый слоган»                                       | Дин Холланд         | Алан Янг и Сэм Милс         | 13 марта 2014    | 2,72                |
| 107     | 17         | «Galentine's Day» «День Святого Валентина»                        | Бет МакКарти-Миллер | Эмма Флетчер и Рана Фрачбом | 20 марта 2014    | 3,05                |
| 108     | 18         | «Prom» «Выпускной»                                                | Кен Уиттингэм       | Мэтт Мюррей и Харрис Уиттлс | 3 апреля 2014    | 2,67                |
| 109     | 19         | «Flu Season 2» «Эпидемия гриппа 2»                                | Ник Офферман        | Меган Амрам и Дэйв Кинг     | 10 апреля 2014   | 2,56                |
| 110     | 20         | «One in 8,000» «Один из восьми тысяч»                             | Дин Холланд         | Доник Кэри и Джо Манд       | 17 апреля 2014   | 2,39                |
| 111112  | 2122       | «Moving Up» «Переезд наверх»                                      | Майкл Шур           | Айиша Мухаррар и Алан Янг   | 24 апреля 2014   | 2,71                |

### Сезон 7 (2015)
| № общий | № в сезоне | Название | Режиссёр            | Автор сценария              | Дата премьеры   | Зрители в США (млн) |
| --- | ---------- | --- | ------------------- | --------------------------- | --------------- | ------------------- |
| 113 | 1          | «2017» «2017 год»                                                                                              | Дин Холланд         | Алан Янг и Мэтт Мюррей      | 13 января 2015  | 3,75                |
| Лесли запускает конкурс с технологической компанией Гриззл; победитель получает крупный земельный участок, который Лесли хочет превратить в национальный парк. Эйприл и Энди пытаются вернуть свою непосредственность. Бена отмечают на вечере, где Том выступает с речью в его честь. |            | |                     |                             |                 |                     |
| 114 | 2          | «Ron & Jammy» «Рон и Джемми»                                                                                   | Дин Холланд         | Харрис Уиттлс               | 13 января 2015  | 3,25                |
| Лесли и Рон ненадолго откладывают свою вражду, чтобы помочь старому врагу Джереми Джамму избежать лап дьявольской Тэмми. Бен обещает помочь Эйприл открыть настоящую страсть в жизни, а Энди и Том отправятся в Чикаго.                                                                |            | |                     |                             |                 |                     |
| 115 | 3          | «William Henry Harrison» «Уильям Генри Харрисон»                                                               | Том Магилл          | Меган Амрам                 | 20 января 2015  | 3,87                |
| Команда Лесли пытается подкрепить своё дело относительно того, что земля Ньюпорта должна быть превращена в национальный парк. Команда Рона в ответ привлекает на свою сторону знаменитость.                                                                                            |            | |                     |                             |                 |                     |
| 116 | 4          | «Leslie & Ron» «Лесли и Рон»                                                                                   | Бет МакКарти-Миллер | Майкл Шур                   | 20 января 2015  | 3,30                |
| Лесли и Рон пытаются разобраться в своих различиях. |            | |                     |                             |                 |                     |
| 117 | 5          | «Gryzzlbox» «Гриззли-коробка»                                                                                  | Эми Полер           | Доник Кэри                  | 27 января 2015  | 3,48                |
| Лесли и Бен подозревают, что Гризл вторгается в частную жизнь жителей Пауни. Эйприл обращается к новым стажёрам парков и зон отдыха, а Том помогает Энди пересмотреть контракт. |            | |                     |                             |                 |                     |
| 118 | 6          | «Save JJ's» «Спасите „Джей Джей“»                                                                              | Кен Уиттингэм       | Джо Манд                    | 27 января 2015  | 2,97                |
| Лесли проводит митинг в попытке удержать «Обед у Джей Джей» от закрытия. Том удивляет Донну окончательным свадебным подарком. |            | |                     |                             |                 |                     |
| 119 | 7          | «Donna & Joe» «Донна и Джо»                                                                                    | Кен Уиттингэм       | Айиша Мухаррар              | 3 февраля 2015  | 3,45                |
| Донна и Джо становятся ближе, а Эйприл делает всё, чтобы свадьба прошла гладко. Рон создает неудобную ситуацию между Томом и Люси. Джен Баркли прибывает в дом Бена и Лесли с интересной возможностью.                                                                                 |            | |                     |                             |                 |                     |
| 120 | 8          | «Ms. Ludgate-Dwyer Goes to Washington» «Миссис Ладгейт-Дуайр едет в Вашингтон»                                 | Морган Сэкетт       | Дэйв Кинг                   | 10 февраля 2015 | 3,06                |
| Пока Лесли и Эйприл совершают командировку в Вашингтон, Эйприл борется со своим будущим. Энди пытается найти Эйприл идеальную работу. |            | |                     |                             |                 |                     |
| 121 | 9          | «Pie-Mary» «Пирог Мэри»                                                                                        | Грег Дэниелс        | Эмма Флетчер и Рана Фрачбом | 10 февраля 2015 | 2,47                |
| Лесли и Бен сталкиваются с последствиями за своё участие в старой традиции Пауни. Эйприл и Рон идут на охоту за мусорщиками. Донна и Гарри прогуливаются по переулку памяти. |            | |                     |                             |                 |                     |
| 122 | 10         | «The Johnny Karate Super Awesome Musical Explosion Show» «Супер крутое музыкальное взрывное карате-шоу Джонни» | Дин Холланд         | Мэтт Хаббард                | 17 февраля 2015 | 2,94                |
| В последнем эпизоде телешоу Энди его друзья желают ему удачи в том, что будет дальше. |            | |                     |                             |                 |                     |
| 123 | 11         | «Two Funerals» «Двое похорон»                                                                                  | Крейг Зиск          | Джен Статски                | 17 февраля 2015 | 2,47                |
| Бен и Эйприл проводят серию интервью, а Энди и Донна помогают Рону приспособиться к изменениям в жизни. |            | |                     |                             |                 |                     |
| 124125 | 1213       | «One Last Ride» «Последний путь»                                                                               | Майкл Шур           | Майкл Шур и Эми Полер       | 24 февраля 2015 | 4,15                |
| Команда парков завершает последнее совместное задание, прежде чем попрощаться с Пауни. |            | |                     |                             |                 |                     |

### Спецвыпуск (2020)
В апреле 2020 года в разгар пандемии COVID-19 NBC объявил о выпуске в эфир нового специального эпизода сериала, в центре которого будет Лесли, пытающаяся оставаться на связи с другими жителями Пауни во время соблюдения социального дистанцирования. Актёрский состав сериала вернулся ради того, чтобы собрать средства для помощи людям, столкнувшимся с голодом из-за пандемии.
| № общий | Название                                                           | Режиссёр      | Автор сценария                                                                         | Дата премьеры  | Зрители U.S. (млн) |
| --- | ------------------------------------------------------------------ | ------------- | -------------------------------------------------------------------------------------- | -------------- | ------------------ |
| 126 | «A Parks and Recreation Special» «Парки и зоны отдыха. Спецвыпуск» | Морган Сэкетт | Майкл Шур, Меган Амрам, Дэйв Кинг, Джо Манд, Айиша Мухаррар, Мэтт Мюррей, Джен Статски | 30 апреля 2020 | 3.64               |
| Действие эпизода разворачивается в 2020 году. Лесли Ноуп, которая в настоящее время работает в Вашингтоне, округ Колумбия, в Министерстве внутренних дел, пытается поддерживать связь с остальными гражданами Пауни, находясь на социальном дистанцировании во время пандемии COVID-19 2020 года. |                                                                    |               |                                                                                        |                |                    |